# Anja Wyden Guelpa

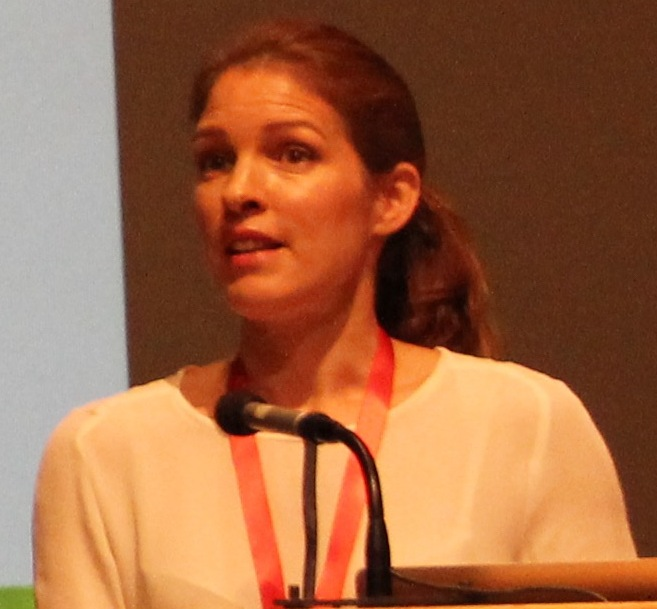
Anja Wyden Guelpa (2016)

Anja Wyden Guelpa (* 22. Februar 1973) ist eine Schweizer Politologin. Sie war von 2009 bis 2018 als erste Frau Staatskanzlerin des Kantons Genf.

## Leben
Anja Wyden besuchte die deutschsprachige Grundschule in Brig und dann das französischsprachige Collège in Sitten. Nach der Matur studierte sie an den Universitäten Genf und Tübingen Politikwissenschaften und schloss 1997 mit einem Lizentiat ab. Danach machte sie einen Master in Public Management. Als Projektleiterin arbeitete sie zuerst beim schweizerischen Staatssekretariat für Wirtschaft (SECO) und anschliessend als Beraterin bei IBM Business Consulting.
Als Mitglied der Sozialdemokratischen Partei (SP) engagierte sich Anja Wyden Guelpa ab 1998 im Vorstand der SP Frauen Schweiz und im Vorstand der SP der Stadt Genf. Beruflich arbeitete sie in der Sozialdirektion des Kantons Genf, zuerst als stellvertretende Leiterin, dann als Leiterin.
Am 24. November 2009 wurde Anja Wyden Guelpa von der Regierung des Kantons Genf zur Staatskanzlerin gewählt. Am 7. Dezember übernahm sie als 36-Jährige diese Funktion als erste Frau überhaupt. 2013 wurde sie bestätigt. Im Januar 2018 kündigte sie an, keine dritte Amtszeit anzustreben und sich unternehmerisch auszurichten. Am 1. Juni 2018 wurde sie als Staatskanzlerin abgelöst.
Ihre unternehmerische Ausrichtung konkretisierte sich im Juni 2018 mit der Gründung von civicLab, einem «think tank» und «do tank». Seit 2018 ist sie Mitglied diverser Leitungs- und Beratungsgremien. So wurde sie beispielsweise als Mitglied des Innovationsrates von Innosuisse gewählt. Weiter ist sie Präsidentin der Eidgenössischen Koordinationskommission für Familienfragen (EKFF).
Anja Wyden Guelpa ist verheiratet und Mutter zweier Kinder.